# Alloeorhynchus
Alloeorhynchus is een geslacht van wantsen uit de familie van de Nabidae (Sikkelwantsen). Het geslacht werd voor het eerst wetenschappelijk beschreven door Franz Xaver Fieber in 1860.

## Soorten
Het genus bevat de volgende soorten:

- Alloeorhynchus aegyptius El-Sebaey, 2002
- Alloeorhynchus alayoi Kerzhner, 1986
- Alloeorhynchus aureus Brailovsky & Barrera, 2017
- Alloeorhynchus bakeri Harris, 1930
- Alloeorhynchus bellatulus Brailovsky & Barrera, 2017
- Alloeorhynchus brendelli Kerzhner, 1990
- Alloeorhynchus convolutus Brailovsky & Barrera, 2017
- Alloeorhynchus corallinus (Stål, 1873)
- Alloeorhynchus delicatus Harris, 1928
- Alloeorhynchus dollingi Kerzhner, 1990
- Alloeorhynchus epigaeus Brailovsky & Barrera, 2017
- Alloeorhynchus flavipes (Fieber, 1836)
- Alloeorhynchus flavolimbatus Kirkaldy, 1908
- Alloeorhynchus flavomaculatus Kerzhner, 1990
- Alloeorhynchus fuscescens Kerzhner, 1992
- Alloeorhynchus grossi Kerzhner, 1970
- Alloeorhynchus himalayensis Kerzhner, 1992
- Alloeorhynchus incertus Harris, 1940
- Alloeorhynchus instabilis Harris, 1940
- Alloeorhynchus jamaicensis Kerzhner, 2007
- Alloeorhynchus macer Brailovsky & Barrera, 2017
- Alloeorhynchus maculosus Kerzhner, 1992
- Alloeorhynchus maldonadoi Kerzhner, 2007
- Alloeorhynchus minahassa Kerzhner, 1990
- Alloeorhynchus minutulus Krüger, 2019
- Alloeorhynchus moritzii (Stein, 1860) Stein
- Alloeorhynchus myersi Bergroth, 1927
- Alloeorhynchus nigrofasciatus Harris, 1928
- Alloeorhynchus nigrolobus Barber, 1922
- Alloeorhynchus notatus Distant, 1919
- Alloeorhynchus papuanus Kerzhner, 1970
- Alloeorhynchus putoni Kirkaldy, 1901
- Alloeorhynchus queenslandicus (Gross, 1954)
- Alloeorhynchus reinhardi Kerzhner & Günther, 1999
- Alloeorhynchus rubromaculatus Kerzhner, 1990
- Alloeorhynchus scutellatus Kerzhner, 1970
- Alloeorhynchus sinicus Ren & Bu, 1998
- Alloeorhynchus slateri Kerzhner, 2007
- Alloeorhynchus suturalis Kerzhner, 1970
- Alloeorhynchus trimacula (Stein, 1857)
- Alloeorhynchus vergrandis Brailovsky & Barrera, 2017
- Alloeorhynchus vinulus Stål, 1864
- Alloeorhynchus vittativentris Stål, 1873
- Alloeorhynchus wau Linnavuori, 1974
- Alloeorhynchus yunnanensis Zhao, Mao & Cao, 2019